# Commander Keen
Commander Keen es una saga de videojuegos desarrollados por id Software al inicio de la década de 1990, que fue exitoso en replicar la acción de los juegos de la plataforma NES, Super Mario Bros., en MS-DOS. Estos caricaturescos juegos de plataformas son reconocidos por su innovador uso de gráficos EGA y su distribución a través del mecanismo de shareware, y porque fueron los primeros juegos diseñados por id Software (que luego desarrollaría las series exitosas de juegos Doom y Quake). Los juegos también tuvieron éxito entre los jugadores de PC de la época gracias al revolucionario motor de gráficos de desplazamiento suave desarrollado por John Carmack. Aunque fueron desarrollados por id Software, la mayoría de los juegos de la saga Commander Keen fueron publicados por Apogee Software, una publicadora de juegos shareware para MS-DOS ya conocido en esa época. Tom Hall es el diseñador de Commander Keen y el creador del universo de Keen. El personaje principal es Billie Blaze, un niño genio de ocho años de edad, que viaja defendiendo a la humanidad.

## Episodios
- Marooned on Mars. Año de lanzamiento: 1990

- The Earth Explodes. Año de lanzamiento: 1990

- Keen Must Die. Año de lanzamiento: 1990

- Secret of the Oracle. Año de lanzamiento: 1991

- The Armageddon Machine. Año de lanzamiento: 1991

- Aliens Ate my Baby Sitter. Año de lanzamiento: 1991

- The Lost Episode. Año de lanzamiento: N/A

## Creación y desarrollo

### Alfabeto galáctico estándar
El alfabeto galáctico estándar, también conocido como "AGE" o "SGA" por su nombre en inglés, es el sistema de escritura utilizado por los alienígenas de Commander Keen. El jugador tiene su primera toma de contacto con el alfabeto galáctico en el primer juego de Commander Keen, Marooned on Mars. Es un idioma de sustitución creado por Tom Hall para la saga Commander Keen. En Keen 1 diseñó algunas imágenes para carteles de Salida y el idioma consistía en alterar un poco los caracteres del latín. Tras eso añadió otras señales que indicaban "hola" y "esto es el orden", hasta acabar creando conversaciones y todo tipo de señales del alfabeto latino con aspecto alienígena. El alfabeto galáctico estándar aparece en Minecraft como parte del sistema de encantamientos.